# 科巴姆山脈
科巴姆山脈（英語：Cobham Range）是南極洲的山脈，位於奧次地，屬於邱吉爾山脈南方的一部分，處於菲利普親王冰川以西，全長40公里，由新西蘭探險隊於1961年至1962年間繪入地圖，地名來自於紐西蘭總督。

## 地形
在科巴姆山脈中包含以下地區：
- 查珀爾冰原島峰
- 弗拉斯特雷申嶺
- 加戈伊爾嶺
- 格雷冰川
- 利特爾頓峰
- 科佩雷山
- 奧爾林雪原
- 施羅德峰
- 塔拉卡諾夫嶺